# Карл фон Алефелд
Карл Адолф фон Алефелд (на немски: Carl Adolph von Ahlefeldt; * 25 април 1670, Харденбург, Дюркхайм; † 7 септември 1722, дворец Гравенщайн, Дания) е граф на Алефелд (в Шлезвиг-Холщайн), на Риксинген (в епископство Мец), на остров Лангеланд (в Дания) и германо-датски държавник.

## Биография
Той е син на граф Фридрих I фон Алефелд-Риксинген, господар на Риксинген-Лангеланд и Маримонт, политик на датска служба (1623 – 1686), и втората му съпруга графиня Мария Елизабет фон Лайнинген-Дагсбург-Харденбург (1648 – 1724), дъщеря на граф Фридрих Емих фон Лайнинген-Дагсбург-Харденбург (1621 – 1698) и графиня Сибила фон Валдек-Вилдунген (1619 – 1678). Полубрат му Фредерих (1662 – 1708) се жени за датската принцеса Кристиана Гилденльове (1672 – 1689) и на 3 януари 1695 г. за графиня Армгард Маргрета Ревентлов (1679 – 1709).
Карл фон Алефелд наследява след смъртта на баща му през 1686 г. Риксинген според завещанието и след смъртта на по-големия му брат през 1708 г. имението Лангеланд. През 1703 г. той продава Риксинген на зет си граф Фридрих Лудвиг фон Насау-Отвайлер-Саарбрюкен, женен за полусестра му Кристиана (1659 – 1695).
Карл фон Алефелд е датски кралски камерхер, таен съветник, Praefectus supremus на „кралската академия Сорø“, щатхалтер на херцогства в Шлезвиг-Холщайн и носител на „Данеброг-Орден“. На 27 април 1703 г. в Копенхаген крал Фредерик IV го отличава с „Елефантския орден“.
През 1705/1706 г. той си строи „дворец Зоргенфри“ при Копенхаген.

## Фамилия
Карл фон Алефелд се жени за графиня Улрика Антоанета фон Данескиолд-Лаурвиг (* 6 януари 1686; † 23 септември 1755, Алтона, Хамбург), дъщеря на генерал Улрик Фредерик Гилденлове (1638 – 1704) и Антоанета Августа фон Алденбург (1660 – 1701). Те имат четири деца:
- Фридрих III фон Алефелд-Лангеланд (* 29 декември 1702; † 18 април 1773), граф, датски генерал-лейтенант, женен I. за Берта (Бригите) фон Холщайн (* 28 април 1705; † 9 ноември 1735), II. за Мария Елизабет фон Алефелд (* 25 декември 1719; † 23 януари 1769)
- Улрих Карл фон Алефел (* 27 ноември 1704; † 12 ноември 1758), датски генерал-лейтенант
- Конрад Вилхелм фон Алефелд (* 21 септември 1708; † 27 юли 1771/1791), датски генерал, военен министър, има два сина Фридрих и Фердинанд
- Мария Антоинета фон Алефелд (* 25 април 1711; † 12 март 1764), германска имперска графиня и приорин на манастир Ютерзен.